# فرنیتس-ملاخ
فرنیتس-ملاخ (به آلمانی: Fernitz-Mellach) یک شهرستان در اتریش است که در گراتس اومگبونگ واقع شده‌است. فرنیتس-ملاخ ۲۰٫۵۱ کیلومتر مربع مساحت دارد.